# Murales (Tazenda)
Murales è il secondo album dei Tazenda, pubblicato nel 1991 dalla Visa Record e dalla BMG Ricordi.
Vendette oltre 200 000 copie.

## Il disco
Canzoni da notare sono Spunta la Luna dal monte, nella quale è presente la voce di Pierangelo Bertoli e con la quale esordiranno nel Festival di Sanremo; Mamoiada, che è dedicata all'omonimo paese situato nel nuorese e che apre l'album con un intro strumentale all'interno della stessa traccia (lo stesso che darà la base alla breve Desvelos); Disamparados, versione di Spunta la Luna dal monte cantata totalmente in sardo con le sole voci dei Tazenda; e Naneddu, rivisitazione in chiave rock di una canzone tradizionale sarda dedicata a suo tempo a un famoso anarchico della fine del diciottesimo secolo.

## Tracce
Testi e musiche di Gino Marielli, eccetto dove indicato.
1. Mamoiada – 7:12
2. Spunta la Luna dal monte – 3:56 (testo: Marielli, Pierangelo Bertoli)
3. Sa mama 'e su Sole – 5:11
4. Niunu intende – 5:36
5. Desvelos – 1:45
6. In sas nues tuas – 4:38
7. Un alenu 'e Sole – 4:35
8. Bon Nadale – 4:54
9. Disamparados – 5:01
10. Naneddu (Lettera a Nanni Sulis) – 4:30 (testo: Peppino Mereu)

## Formazione
Tazenda
- Andrea Parodi – voce
- Gigi Camedda – tastiera, fisarmonica, sequencer, voce secondaria
- Gino Marielli – chitarra, voce secondaria

Altri musicisti
- Pierangelo Bertoli – voce in Spunta la Luna dal monte
- Paolo Costa – basso
- Elio Rivagli – batteria, percussioni

## Classifiche
| Classifica (1991) | Posizione massima |
| ----------------- | ----------------- |
| Italia            | 16                |

### Classifiche di fine anno
| Classifica (1991) | Posizione |
| ----------------- | --------- |
| Italia            | 73        |